# Berliner Kunsthalle
Die Berliner Kunsthalle bzw. das Haus der Kunst war in der Zeit des Nationalsozialismus von 1935 bis 1943 eine offizielle Kunstgalerie. Domizil vom Haus der Kunst war zunächst der Königsplatz 4; ab 1939 war es dann (ab 1941 als Berliner Kunsthalle) in der Hardenbergstraße 21–23 ansässig.

## Standort Königsplatz 4

### Gebäude
Für den Grafen Charles von Pourtalès baute der Berliner Architekt Friedrich Hitzig (1811–1881) von 1850 bis 1852 ein herrschaftliches Palais am Königsplatz 4. Eine noble Adresse: Das Gebäude befand sich damals in direkter Nachbarschaft des Palais Raczyński, das später zugunsten des Baus des Deutschen Reichstags abgerissen wurde. Um 1875 kaufte der Bankier Hugo Pringsheim (1838–1902) das Palais Pourtalès. Nach dem Tod Pringsheims residierte in dem Gebäude bis 1908 zunächst der amerikanische Botschafter Charlemagne Tower, Jr. (1848–1923), dann von 1911 bis 1929 die Japanische Botschaft. 1926 verkauften die Pringsheim‘schen Erben das Haus an die Reichstagsverwaltung, dem sogenannten ‚Reichsfiskus‘.
Nach dem Auszug der japanischen Botschaftsdelegation wurde das Gebäude bereits verschiedentlich für Ausstellungen genutzt; so fand dort u. a. 1930 die „Freie Kunstschau Berlin“ statt, 1931 die Ausstellung „Frauen in Not“, 1931 wurde die Holzschnittserie „Gottlose“ von Willy Fries (1907–1980) präsentiert und 1932 die Ausstellung „Das Meisterphoto“. Das Gebäude firmierte nun unter „Haus der Juryfreien“. Laut Berliner Adressbuch war die „Vereinigung Bildender Künstler Berlin e. V.“ Mieter des Hauses, doch mit der nationalsozialistischen „Machtergreifung“ wurde die Vereinigung liquidiert.
Im Jahr 1935 zog die im gleichen Jahr etablierte „Ausstellungsleitung Berlin e. V.“ in das Gebäude ein, das nun „Haus der Kunst“ hieß. Die „Ausstellungsleitung Berlin“, unter dem Vorsitz von Hans Herbert Schweitzer, war eine nationalsozialistische Dienststelle, die sämtliche Berliner Kunstausstellungen kontrollierte und nun auch eine eigene Stätte der Kunstpräsentation hatte; Geschäftsführer der „Ausstellungsleitung Berlin“ war zunächst der Maler Reinhold Koch-Zeuthen (1889–1949), dann ab 1936 Karl Berthold.

### Ausstellungen

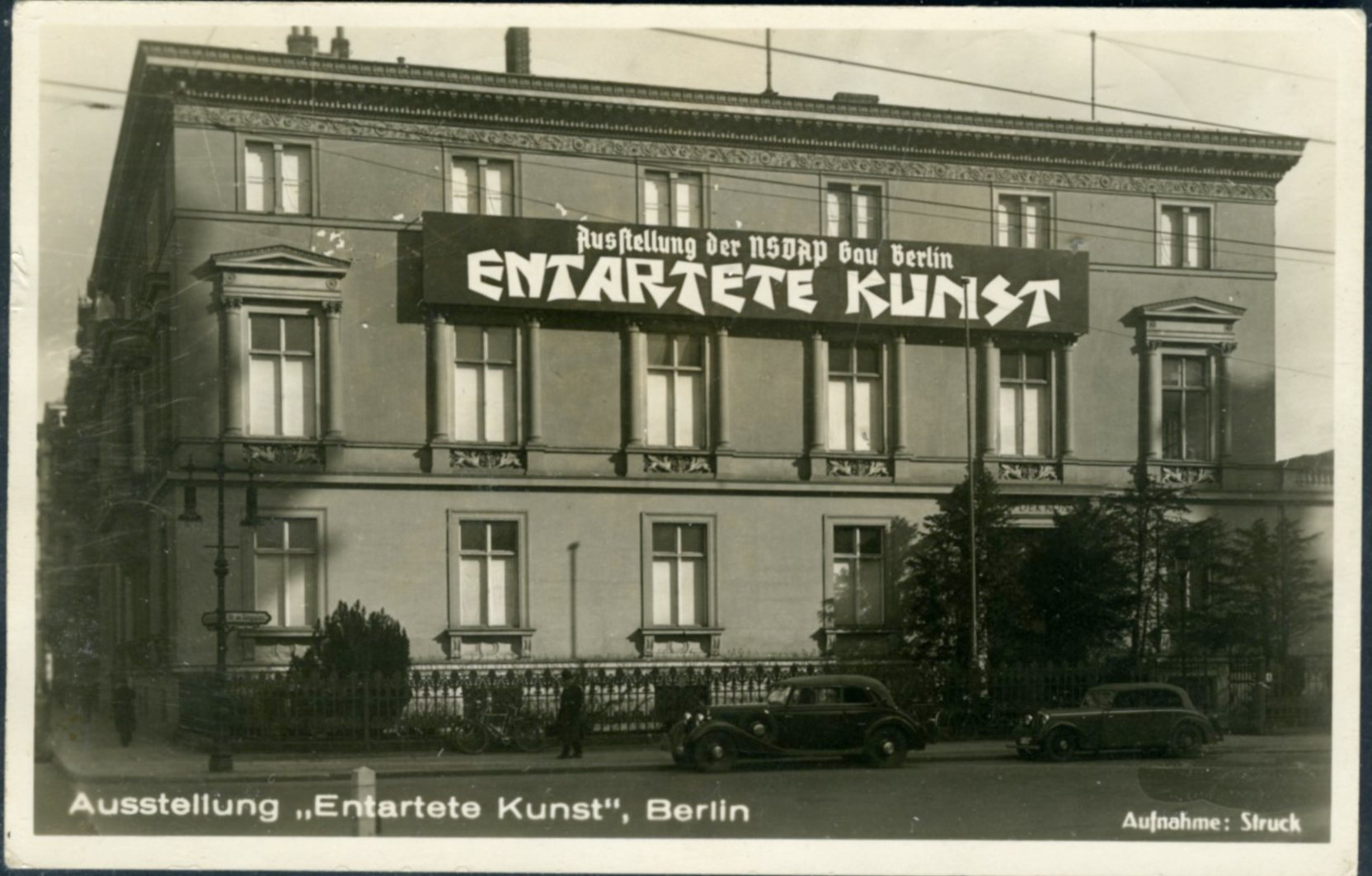
Berliner Kunsthalle, Ausstellung „Entartete Kunst“ vom 26. Februar bis 8. Mai 1938

Die erste Ausstellung im Haus der Kunst am Königsplatz 4 fand im Juli 1935 statt. Sie hieß „Berliner Kunst 1935“ und war – allerdings unter veränderten Ausstellungsbedingungen Nachfolgerin der „Großen Berliner Kunstausstellung“. Gezeigt wurde in dieser Ausstellung, wie in allen folgenden, Gegenwartskunst, die dem nationalsozialistischen Kunstdogma entsprach. Dabei ging es nicht um eine museale Präsentation, denn der Großteil der Werke konnte käuflich erworben werden. Mit einer Ausnahme: Die berühmt-berüchtigte Wanderschau „Entartete Kunst“, deren Berliner Station der Königsplatz 4 war.
- 27. Juli – 29. September 1935: Ausstellung Berliner Kunst am Königsplatz
- 26. Oktober – 5. Dezember 1935: Einzelausstellung deutscher Künstler 1935 im Haus der Kunst
- 10. März – 13. April 1936: Ausstellung Deutsche Werbegraphik
- 1936: Bildnisse deutscher Männer. Deutsche Gesellschaft für Goldschmiedekunst.
- 25. Juli – 13. September 1936: Malerei, Graphik, Plastik. Mit Sonderschau Giegespreise und Ehrengaben
- 26. September – 18. Oktober 1936: Deutsche Pressezeichnung
- 13. Februar – 14. März 1937: Das deutsche Bühnenbild
- 05. Juni – 4. Juli 1937: Ausstellung Graphik und Kleinplastik
- 11. September – 31. Oktober 1937: Zweite Bildnisausstellung mit Sonderschau Medaillen und Plaketten
- 26. Februar – 8. Mai 1938: Ausstellung Entartete Kunst
- 21. Mai – 26. Juni 1938: Kleine Kollektionen: Malerei – Plastik – Graphik
- 27. August – 25. September 1938: Kunst der Ostmark: Malerei – Plastik – Graphik
- 15. Oktober – 12. November 1938: Dritte Bildnisausstellung
- 26. November – 30. Dezember 1938: Kunstausstellung in Berlin. Kunstausstellung Hilfswerk für deutsche bildende Künste in der NS-Wohlfahrt
- 28. Januar – 26. Februar 1939: Schlesische Kunstausstellung mit Kunsthandwerkersonderschau
- 05. März – 6. April 1939: Frühjahrs-Ausstellung des Frontkämpferbundes bildender Künstler im Haus der Kunst

Von seinem Sitz am Königsplatz musste das Haus der Kunst 1939 im Zuge der geplanten Neugestaltung Berlins zur „Welthauptstadt Germania“ weichen; im Juni 1939 wurde das ehemalige „Palais Pourtalès“ abgerissen.

## Standort Hardenbergstraße 21–23

### Gebäude
Als neues Ausstellungshaus wurde die Villa d’Este in der Hardenbergstraße 21–23 nahe dem Bahnhof Zoo angemietet; Eigentümer dort war der Deutsche Offizierverein.
Ebenso wie das Palais Pourtalès war auch das 1889 gebaute neobarocke Haus in der Hardenbergstraße ursprünglich ein herrschaftliches Wohnhaus. Während der Weimarer Republik fungierte es allerdings als mondäner Künstlerclub und elegantes Tanzlokal, um ab Ende 1939 schließlich, samt einem neuen großen Anbau im Garten der Villa, als Haus der Kunst zu dienen. Zur deutlichen Abgrenzung vom weithin bekannten Münchner „Haus der Kunst“ wurde das Berliner Haus ab April 1941 in „Berliner Kunsthalle“ umbenannt.
In der Nacht vom 22. zum 23. November 1943 wurden die Gebäude Hardenbergstraße 21–23 bei einem alliierten Luftangriff zu 90 Prozent zerstört. Die Dienstgeschäfte der „Ausstellungsleitung e. V.“ wurden stillgelegt.
Auf den geräumten Grundstücken Hausnummer 21–24 entstand Mitte der 1950er Jahre dann das Amerika-Haus nach Plänen des Berliner Senatsarchitekten Bruno Grimmek (1902–1969).

### Ausstellungen
Konzeptionell wurde der Ausstellungsbetrieb am neuen Standort fast nahtlos weitergeführt. Allerdings fanden nun verstärkt monothematische Ausstellungen statt, deren Aufgabe – verstärkt durch den Beginn des Zweiten Weltkriegs – letztlich darin bestand, die nationalsozialistische „Ideologie zu illustrieren und zu verbreiten“.
- Bis 16. Januar 1940: Kopien-Ausstellung
- Februar 1940: Graphikausstellung und Kollektivausstellung von Wolfgang Willrich Rasse und Volk
- 30. März bis 28. April 1940: Der große Treck
- 1. Juni 1940 bis auf Weiteres: Allgemeine Kunstausstellung (Sommerausstellung)
- 4. Dezember 1940 bis 31. Januar 1941: Große Berliner Kunstausstellung im Haus der Kunst
- 22. März bis 20. April 1941: Die Pressezeichnung im Kriege
- 26. April bis 4. Mai 1941: Italienische fotografische Kunst
- 17. Mai bis 11. Juni 1941: Flämische Kunst der Gegenwart
- September 1941: Kunstausstellung aus den Arbeitsgebieten Reichsminister Todt: Bauen und Kämpfen.
- 4. Oktober bis 2. November 1941: Der deutsche Mensch
- 6. Dezember 1941 bis 31. Januar 1942: Kunstausstellung Malerei, Graphik, Plastik
- 7.–27. Februar 1942: Deutsche Kunst des Ostens und Südostens
- 24. März bis 6. April 1942: Zweckeinsatz der Bauwirtschaft im Kriege
- 18. April bis 2. Mai 1942: Ausstellung von Werken portugiesischer Künstler
- 1.–27. Oktober 1942: Waffen-SS im Bild
- 4.–18. November 1942: Kroatische Fotokunst
- 4. Dezember 1942 bis 3. Januar 1943 Kunstausstellung
- 23. Januar bis 13. Februar 1943: Zeichner, Bildhauer, Maler besuchten den RAD im Kriegseinsatz
- 6.–21. März 1943: Japan im Bild
- 16. April bis 16. Mai 1943: Männer unserer Zeit
- 15. Juni bis 15. Juli 1943: Edles deutsches Kunsthandwerk